# Енди Андерсон
Клифорд Леон Андерсон (енгл. Clifford Leon Anderson; 30. јануар 1951 — 26. фебруар 2019), познатији као Енди Андерсон (енгл. Andy Anderson), био је енглески бубњар, најпознатији као члан групе The Cure.